# Microporelloides mazatlantica
Microporelloides mazatlantica är en mossdjursart som beskrevs av Soule, Chaney och Morris 2003. Microporelloides mazatlantica ingår i släktet Microporelloides och familjen Microporellidae. Inga underarter finns listade i Catalogue of Life.